# Carmela Bucalo
Carmela Bucalo, née le 27 juin 1963 à Barcellona Pozzo di Gotto (Italie), est une femme politique italienne.

## Biographie
Carmela Bucalo naît le 27 juin 1963 à Barcellona Pozzo di Gotto.
Elle est élue députée lors des élections générales de 2018.